# Забастовка и рабочее восстание в Пловдиве (1953)
Забастовка и рабочее восстание в Пловдиве (1953) (болг. Пловдивска стачка и работнически бунт (1953)) — рабочие протесты в болгарском городе Пловдив весной 1953 года. Начавшись с забастовки табачников под экономическими требованиями, переросли в массовое выступление против коммунистического правительства НРБ. Подавлены вооружённой силой. Явились хронологически первым городским восстанием против коммунистических режимов в Восточной Европе 1950-х годов.

## Социально-экономический контекст
К 1953 в Болгарии в целом завершилось формирование системы «реального социализма». В экономике это означало тотальное огосударствление и директивную централизацию. Это коснулось и табачной промышленности — одной из ведущих отраслей болгарской экономики. Уже 1 июня 1947 была учреждена Държавния тютюнев монопол (ДТМ) — Государственная табачная монополия, присвоившая активы более 80 болгарских и иностранных предприятий.
Национализация сопровождалось падением заработков, ликвидацией независимых профсоюзов, отменой социальных льгот. При этом именно табачники традиционно являлись наиболее активной и организованной частью рабочего класса Болгарии.
Пловдив являлся крупным центром табачной промышленности, здесь производились известные бренды на предприятиях Томасян, Златен лъв, Родина, Болярка, Изгрев. До 1944 действовали сильные профцентры социал-демократической и анархо-синдикалистской направленности. Унификация профдвижения под эгидой правящей компартии, преследования активистов, жёсткий партийный контроль в сочетании с ухудшением материального положения провоцировали рост недовольства табачников.
Смерть Сталина 5 марта 1953 привела в замешательство коммунистические правительства Восточной Европы, в том числе верхушку БКП. В то же время власти продолжали прежнюю социально-экономическую политику. В начале апреля правительство запланировало увольнения на табачных предприятиях (одной из причин было сокращения производства из-за политически мотивированного прекращения поставок в ФРГ). Среди рабочих зрели протестные настроения. Активисты прежних профсоюзов стали выдвигать ряд требований — восстановить прежние социальные льготы табачников, гарантировать занятость, ввести пятидневную рабочую неделю (в НРБ был один выходной день) и даже обеспечить право на забастовку.

## Ход событий

### 20 апреля — 3 мая. Требования забастовочного комитета
20 апреля 1953 пловдивские табачники направили обращение на имя генерального секретаря ЦК БКП Вылко Червенкова. Они предупредили, что при отсутствии соглашения откажутся уходить с работы и проведут акцию протеста перед офисом ДТМ. Центром движения стал табачный склад «Томасян», переименованный в Иван Караджов. В ночь на 21 апреля был избран забастовочный комитет во главе с Кирилом Джавезовым, анархистом по политической ориентации. В комитет вошли 20 человек, в том числе три священника (двое православных и католический). Видную роль в движении играл ветеран рабочего движения Станьо Вутев, участник подпольной антифашистской борьбы.
Центральные и местные власти расценили происходящее как недопустимое неповиновение. В Пловдиве были усилены милицейские наряды. В ответ 3 мая забастовщики изгнали охрану и забаррикадировались на складе. Помещение было немедленно блокировано милицией.

### 4 мая. Столкновение и кровопролитие
Утром 4 мая 1953 началось стихийное разрастание протестов (этому в немалой степени способствовали женщины-работницы). Были захвачены склады Стефан Кираджиев и Георги Иванов. Милиция начала стрельбу в воздух, однако отступала под напором толпы. На многотысячном митинге Станьо Вутев призвал идти демонстрацией к зданию ДТМ.
Из Софии в Пловдив прибыла партийно-правительственная делегация: вице-премьер Райко Дамянов, председатель Госплана Георгий Чанков, министр промышленности Антон Югов, министр внутренних дел Георгий Цанков, министр сельского хозяйства Станко Тодоров. Главой делегации был Югов — власти делали ставку на то, что в молодости он работал табачником и в 1940 даже возглавлял забастовку в Пловдиве. Однако реальными рычагами воздействия на обострившуюся ситуацию располагали местные руководители — секретарь пловдивского комитета БКП Иван Прымов и кмет Пловдива Никола Балканджиев.
Контакт делегации с забастовщиками состоялся в центральном районе Пловдива на бульваре Руски. Настроение восставших, численность которых достигала 20 тысяч, менялось по ходу событий. Первоначально относительно лояльные экономические требования переросли в антикоммунистический протест. Выступление Югова, несмотря на его биографию, было встречено крайне негативно, вплоть до бросков камнями. Аналогичной была реакция на появление Тодорова. Милиция вновь начала стрельбу в воздух.
Кровопролитие инициировал партийный секретарь Прымов, отдавший команду «Огонь!» Софийская делегация ретировалась под охраной. Милиция начала стрельбу на поражение. Несколько часов в городе шла стрельба столкновения и аресты. К середине дня силовые структуры восстановили контроль над городом.

## Судьбы участников

### Забастовщики
Предполагается, что количество убитых составило 9 человек (по другим данным — 3), раненые исчислялись десятками, арестованы и отправлены в «исправительные центры» несколько сотен. Среди погибших значились члены забастовочного комитета Кирил Джавезов, Станьо Вутев, Кера Валева (умерла в результате задержания от избиения либо от удушья; поэтому формально не всегда причисляется к жертвам расстрела), деревенская работница Станка (фамилия неизвестна).
Члены пловдивского забастовочного комитета Димитр Бахаров и Златка Влайчева сумели эмигрировать и в течение девяти лет работали в Афинах на радио болгарского сопротивления «Горянин».
В связи со смертью Станьо Вутева возбуждалось уголовное дело — он считался уважаемым борцом против капитализма и фашизма. Однако убийцы были оправданы как «действовавшие в соответствии с законом». При этом имелся в виду закон, предписывавшие открывать огонь по нарушителям государственной границы, не имевшей отношения к Пловдиву.
К 15 и 12 годам заключения были приговорены Методи Янчулев и Стойчо Мошанов — члены запрещённой Демократической партии, неправомерно обвинённые в «организации беспорядков». Таким образом стихийный рабочий бунт был представлен тщательно организованной акцией «буржуазных элементов».

### Партийно-правительственные функционеры
Инициатор расстрела Прымов вскоре получил министерский пост. Балканджиев был награждён орденом. Отмечалось кадровое переплетение пловдивского управления МВД с местным филиалом ДТМ. Таким образом, жёсткая линия получила одобрение правящей верхушки.
Югов и Дамянов получили от руководства выговоры за «слабость и малодушие». Впоследствии, при Тодоре Живкове, поведение Югова 4 мая 1953 в Пловдиве рассматривалось как преступное.
Чанков был выведен из партийно-государственного руководства в 1957, Цанков — в 1962. Первому инкриминировалась «фракционная деятельность», второму — «нарушения социалистической законности». Поведение в Пловдиве при этом учитывалось, но прямо в вину не ставилось.
На положении и карьере Тодорова Пловдивские события практически не отразились.

## Историческое значение
Весной 1953 в Болгарии ещё продолжалась антикоммунистическая партизанская борьба. Соединение Горянского движения с рабочим протестом могло перевести движение в новое качество. Однако быстрое и жестокое подавление Пловдивского восстания исключило такое развитие событий.
Власти приняли меры к тому, чтобы исключить в будущем активные протесты. Вскоре последовала некоторая либерализация режима, принявшая структурные формы в период правления Живкова. Были допущены серьёзные социальные послабления на условиях отказа от политической оппозиционности. Этот курс давал эффект до 1980-х.
В то же время Пловдивское восстание имеет важное историческое значение — как первое городское восстание в послевоенной Восточной Европе. События 1953 в Пльзене и в Берлине, Венгерское восстание и польские волнения 1956 продолжали движение, начатое болгарскими табачниками, но имели более масштабные последствия.

Участников преследовали буквально до девятого колена. Главную роль в расстреле и репрессиях играл Иван Прымов, свёкор Меглены Куневой… Значимость этого события — первого после Сталина акта сопротивления режиму в Восточной Европе — огромна. До этого никто в социалистическом лагере не слышал о забастовках. Исторический прецедент был создан!

Христо Марков, бывший депутат Народного собрания

Пловдивские события 1953 года не получили широкой известности. Детальные исследования стали проводиться лишь после падения режима БКП в 1989—1990. В мае 2013 в Пловдиве отмечалась 60-я годовщина первой в послевоенной Европе антикоммунистической забастовки.